# 天野建
天野 建（あまの けん、1928年2月24日 - 2005年2月17日）は、日本の政治家。旧東八代郡石和町（現：笛吹市）町長、山梨県公選第5代知事（1991年2月17日 - 2003年2月16日・3期12年）を歴任した。
山梨県大月市出身。父親は笹一酒造創業者、山梨県知事の天野久で3男。旧制山梨県立都留中学校（現：山梨県立都留高等学校）卒業。無線電信講習所（現：電気通信大学）中退。

## 来歴・人物

### 元祖「草の根知事」
中央政界においても影響力を持っていた金丸信の後援を受け、県議会においてもオール与党体制を確立して県政を行っていた望月幸明知事は公約に3期12年での引退を掲げており、1991年の山梨県知事選において不出馬を決めた。
自民党山梨県連は知事選に際して分裂し、当時の4大政党（自民・社会・公明・民社）と金丸信が推薦する小沢澄夫元副知事に対し、天野は元知事の田邊圀男、自民党議員の堀内光雄の支持を受けるが政党の推薦・支持がないまま「権力批判」「草の根」の選挙戦術を展開し、小沢を5000票差で破り、初当選を遂げた。父の天野久も山梨県知事だったが、同一公選知事職の親子世襲が実現したのは天野親子だけ（ただし、空白期間が24年間存在する）。このあと誕生する「無党派知事」の魁と呼ばれた。2期目以降は日本共産党以外の全政党が推薦するオール与党知事だった。

### 政治手腕
石和町長時代は「スコレー都市」宣言を行ない、スコレーセンターを建設するなど、生涯学習の充実に尽力している。
県知事就任後は「幸住県やまなし」の実現を公約に掲げ、「環境首都」など経済指標に現われない豊かさを目指し、幸住県計画を立案した。そのため天野県政の政策は主に医療・福祉に重点を置いている。まず県内では新患こそいなくなったものの未だに風土病（山梨では地方病と呼ばれていた）として恐れられていた日本住血吸虫病の撲滅に乗り出し、用水路のコンクリート化などを徹底した結果、1996年（平成8年）の根絶を宣言するまでに至った。また山梨県立中央病院の近代化やミネラルウォーター税の導入を提唱するなどもしている。天野県政最大の功績とも評されていることとして天野が知事になるまでの山梨県庁は人事が選挙の結果に直結する「選挙人事」が行われていたが、天野は「選挙人事」を行わず職員が選挙結果に一喜一憂せずに職務に専念できるようになった。これが天野知事の人柄について評価される一面ともなっている。
このように医療福祉の面では評価を受けたが経済面では消極的姿勢であり、たとえば孫正義ソフトバンク社長は現在の甲斐市にIT拠点を設けようと山梨県に陳情を行い続けたが最終的に断念し、その後孫は講演会で「山梨県は宝をみすみす逃した」と批判している。
また、バブル景気の終焉やアジア通貨危機の影響もあり、甲府駅北口再開発の白紙化や甲府西武、トポス甲府店をはじめとする事業の停滞や民間企業の撤退が相次ぎ、2000年にはPHP研究所「THE21」が発表した「全国自治体ランキング」において甲府市が最下位の評価を受け、当時の山本栄彦甲府市長が反発するなどしている。
その他ごみ処理対策として北巨摩郡明野村（現：北杜市明野町）や中巨摩郡中道町（現：甲府市）の米倉山に最終処分場や清掃工場の建設を進めるも環境団体や近隣住人から反発を受け、前者は事業が遅れ2009年（平成21年）に明野処分場として開設されるがリサイクル法執行によるごみ搬入の低迷や構造上の問題から4年後の2013年（平成25年）に閉鎖、後者は事業そのものが凍結となり現在は米倉山太陽光発電所になっている。
県知事として3期12年を務めたが、かつての山梨県知事にも見られた多選禁止の風潮と健康上の理由から2003年山梨県知事選挙には出馬せず2003年（平成15年）2月16日の任期満了を以て政界から引退した。
2005年2月17日、肺炎のため逝去。76歳没。

## 著書
- 天無私（てんわたくしなし）―地方行政二十四年の回顧（山梨ふるさと文庫）
- 明日の山梨（山梨ふるさと文庫）
- 自らのために計らわず 《スコレー都市・石和》に夢を託して（ぎょうせい）ISBN 9784324025482
- 山は青く水は清く 幸住県山梨の実現をめざして（ぎょうせい）ISBN 9784324050057